# 特別指定選手
特別指定選手制度（とくべつしていせんしゅせいど）は日本サッカー協会がユース世代のサッカー選手に対して、所属クラブ・連盟の枠を超えて高いレベルでのプレーができる機会を与えるための制度である。男子選手のための制度と女子選手のための制度がある。フットサル・男子バスケットボール・バレーボールにも同様の制度が敷かれている。

## 男子サッカー
正式名称は「JFA・Jリーグ特別指定選手制度」。対象者は全日本大学サッカー連盟に所属する大学のサッカー部、もしくは全国高等学校体育連盟に所属する高校のサッカー部または日本クラブユースサッカー連盟加盟の第2種チームに登録されている選手で、日本国籍を有する（或いは外国籍扱いとならない）健康な人物に限られる。
Jリーグクラブが（大学・高校・ユースの）所属チームと本人の双方と合意した上で、日本サッカー協会 (JFA) 技術委員会に申請書・覚書・活動計画書・メディカルチェック結果を提出する。技術委員会で承認された場合、その旨がクラブ側に連絡され、またJリーグ選手証が発行される。
受け入れ先クラブには毎月活動報告書・翌月の活動計画書をJFAに提出し、承認を得る義務が生じる。もし報告書・計画書上における実績が制度上そぐわないと判断された場合、認定が解除される場合もある。
当初このシステムは1998年に強化指定選手という名称で始められ、当初は高校生のみが対象だった。矢野隼人（1999年指定、当時の所属は帝京高等学校）がヴェルディ川崎（現・東京ヴェルディ）で出場したのが、この制度によって実際にJリーグの公式戦に出場した最初の例である。この前後にも毎年10人前後が強化指定を受けていたが、公式戦に出場できたのはごくわずかであった。
この反省に立ち、2003年から制度が変更され、現在の「特別指定選手」という名称に改められた。主な変更点は、大学生に対する門戸開放、指定期間の短縮（1年→4か月）、Jリーグクラブからの能動的な申請（従来は協会側の推薦する選手に限られていた）などである。指定期間については、2004年からはさらに1か月単位と短くなった。
2018年からは受入先のJクラブにプロ選手として加入が内定している選手(契約内定選手)であることが条件となった。しかし、これにより高校生や大学1・2年の選手が該当しにくくなったことを踏まえ、2024年からはプロ選手との試合・トレーニング経験を積むことで大きく成長が見込まれる選手をJFAが推薦して同一県内のJリーグクラブに（正式加入を前提とせずに）受け入れを求める「JFA推薦の特別指定選手」制度が設けられた。
歴代の強化指定選手・特別指定選手については、特別指定選手としてJリーグクラブに登録された選手一覧を参照のこと。

## 女子サッカー
正式名称は「JFA・WEリーグ/なでしこリーグ特別指定選手制度」。2007年に設立された。対象者は日本サッカー協会に登録されている選手のうち、日本女子プロサッカーリーグ(WEリーグ)、日本女子サッカーリーグ（なでしこリーグ）1部および同リーグ所属クラブの下部組織チームに所属していない選手である。男子側の制度と大きく違う点は以下の3点である。
- 審査担当が技術委員会ではなく女子委員会であること
- 男子側の制度に比べて受け入れ先クラブ側に自由が認められていないこと (推薦選手以外を特別指定選手とすることができず、また受け入れ先クラブを女子委員会側が調整するため、全てのクラブが受け入れ先となれる訳ではない)

選手が決定されるプロセスは以下の通りである、まず女子委員会委員・女子ナショナルチームのコーチングスタッフ・ナショナルトレセンコーチらにより推薦選手が決定される。委員会にて選手および所属先クラブの合意が得られた場合、特別指定制度候補選手のリストがリーグに通知される。受け入れ先クラブを女子委員会で調整した後、協会・選手および保護者・選手所属先クラブ・受け入れ先クラブ・選手の通学先の5者間で活動期間やその内容、計画などを協議し、関係各所 (リーグや全日本大学女子サッカー連盟など) へ確認した上で女子委員会にて特別指定選手として認定し、受け入れ先クラブに通知し、また選手証が発行される。その後5者間で覚書が作成され、技術委員会および理事会へと報告される。
活動期間はリーグのシーズン期間いっぱいまで設定されているが、中途で指定を解除することも可能である。
歴代の特別指定選手については特別指定選手 (女子) 一覧を参照のこと。

## フットサル
2014年に設立。対象者は日本サッカー協会フットサル加盟登録選手のうち、Fリーグに出場していないチームに所属する選手。受け入れ先はFリーグ所属クラブとなる。
申請はフットサル委員会によって審査・認定される。3か月の認定期間毎に活動報告書を提出し、活動実績が認められれば認定期間を延長できる。また、1クラブで同時期に登録できる人数は3人に限られる。
登録選手はほとんどがFリーグクラブのサテライト所属選手であり、それ以外ではカティオーラ アズナの山口敬太（2014-15、バサジィ大分）、多摩大学の石田健太郎（2016-17, 2017-18, 2018-19、バルドラール浦安）等数例である。

## バスケットボール
2016年にB.LEAGUE発足とともに設立。対象者は16歳から22歳まで（前シーズンの4月1日時点）の日本国籍保有選手。
全日本大学バスケットボール連盟および全国高等学校体育連盟のいずれかに加盟するチームの選手である場合、大学及び高校の登録を残したままプロでプレイする事ができる。受け入れ先はB.LEAGUE（B1・B2）またはB3リーグ所属クラブとなる。
各クラブが特別指定選手として登録することができるのは13名の選手登録枠とは別枠で2名までである。

## バレーボール
2024年、SVリーグ発足とともに設立。対象者は22歳まで（前シーズンの4月1日時点）の日本国籍保有選手。日本バレーボール協会に加盟する他連盟（大学など）に所属する選手である場合、当該登録を残したまま公式戦に出場することができるが、その際の契約区分はノンプロ選手となる。他連盟への選手登録がない場合、契約区分はプロ選手またはノンプロ選手のいずれも可能。SVリーグ（SVL）では2名まで、Vリーグ（JVL）では3名まで。
前身のV.LEAGUE時代はV1・V2リーグでは学生の登録は内定選手を除き3名、V3リーグでは制限なしであった。V2リーグではつくばユナイテッドSun GAIA、V3リーグでは近畿クラブスフィーダが学生選手をインターンとして登録していた。V1リーグでは2022年にパナソニックパンサーズ（現大阪ブルテオン）が牧大晃（高松工芸高等学校3年・筑波大学進学）・大塚達宣（早稲田大学3年）・エバデダン・ラリー（筑波大学3年）の3名を登録したのが初のケースとなった。